# Plaqueminier
Diospyros kaki
Espèce
Classification phylogénétique
Le plaqueminier (Diospyros kaki, Thunb., 1780) est une espèce de plante à fleurs de la famille des Ébénacées et du genre Diospyros. C'est un arbre originaire de Chine, principalement cultivé pour son fruit, le kaki ou plaquemine. Il est parfois appelé plaqueminier du Japon, figuier caque ou kakier et plus rarement plaqueminier kaki.

## Étymologie
Le terme kaki a été emprunté au japonais : 柿 (du chinois 柿, shì), kanji prononcé kaki (prononciation kun'yomi, typiquement japonaise), et pour l'arbre, de l'expression kaki no ki, litt. arbre du kaki.
Plaquemine vient de l'algonquin piakimina (1682, lett. de M. de La Salle) désignant le plaqueminier de Virginie (Diospyros virginiana) en Amérique du Nord.
Diospyros vient du grec ancien Διος πυρος (Dioscoride 3, 141), dios « dieu », « Zeus », et pyros, « blé », soit « blé de Zeus » (pour l'histoire de diospyros voir ce terme).
En chinois, l'arbre se dit 柿子树 / 柿子樹, shìzishù et le fruit 柿子, shìzi.
En coréen, on le nomme 감나무 Kamnamu et le fruit est le Kam.

## Histoire
Le plaqueminier du Japon a été domestiqué en Chine du sud, où on rencontre des traces de fruits cultivés au néolithique. Il y est mentionné depuis 2 500 ans. Deux centres de domestication séparés ont été mis en évidence par la génétique : la Chine et le Japon, centre secondaire, où il serait arrivé au VIIIe siècle. La biodiversité des cultivars est impressionnante (plus de 1 000 cultivars nommés au Japon dont le National Fruit Germplasm Repository for Persimmon comprend 560 cultivars). Les deux centres possèdent des variétés astringentes (PCA) et non astringentes (PCNA).

Le père jésuite Matteo Ricci lors de son séjour en Chine l'évoque pour la première fois en Occident : 

« Il y a aussi une autre espèce, que les Portugais appellent “figue chinoise”, qui est un fruit très savoureux et d'un bel aspect. Les Portugais l'appellent “figue” seulement parce qu'on peut en manger de sèches, car autrement il n'a rien de semblable et approche plutôt par sa forme d'une grosse pêche qui serait de couleur rousse et n'aurait ni duvet ni noyau. »

— Matteo Ricci, De Christiana Expeditione apud Sinas... Lyon, 1616. I, 3.
Joseph Banks, le botaniste du premier voyage du capitaine Cook en 1768, est crédité de l'introduction de Diospyros kaki en Europe.
Dans Species Plantarum, tome 2 (1753), Linné introduit le genre Diospyros et traite deux espèces connues de lui à cette époque, D. lotus et D. virginiana. La première description botanique de l'arbre est l'œuvre d'un collaborateur et ancien élève de Linné, Carl Peter Thunberg, qui séjourna au Japon, à Dejima, en 1775-1776.
La culture ne commence en France qu'à partir du milieu du XIXe siècle.

## Description

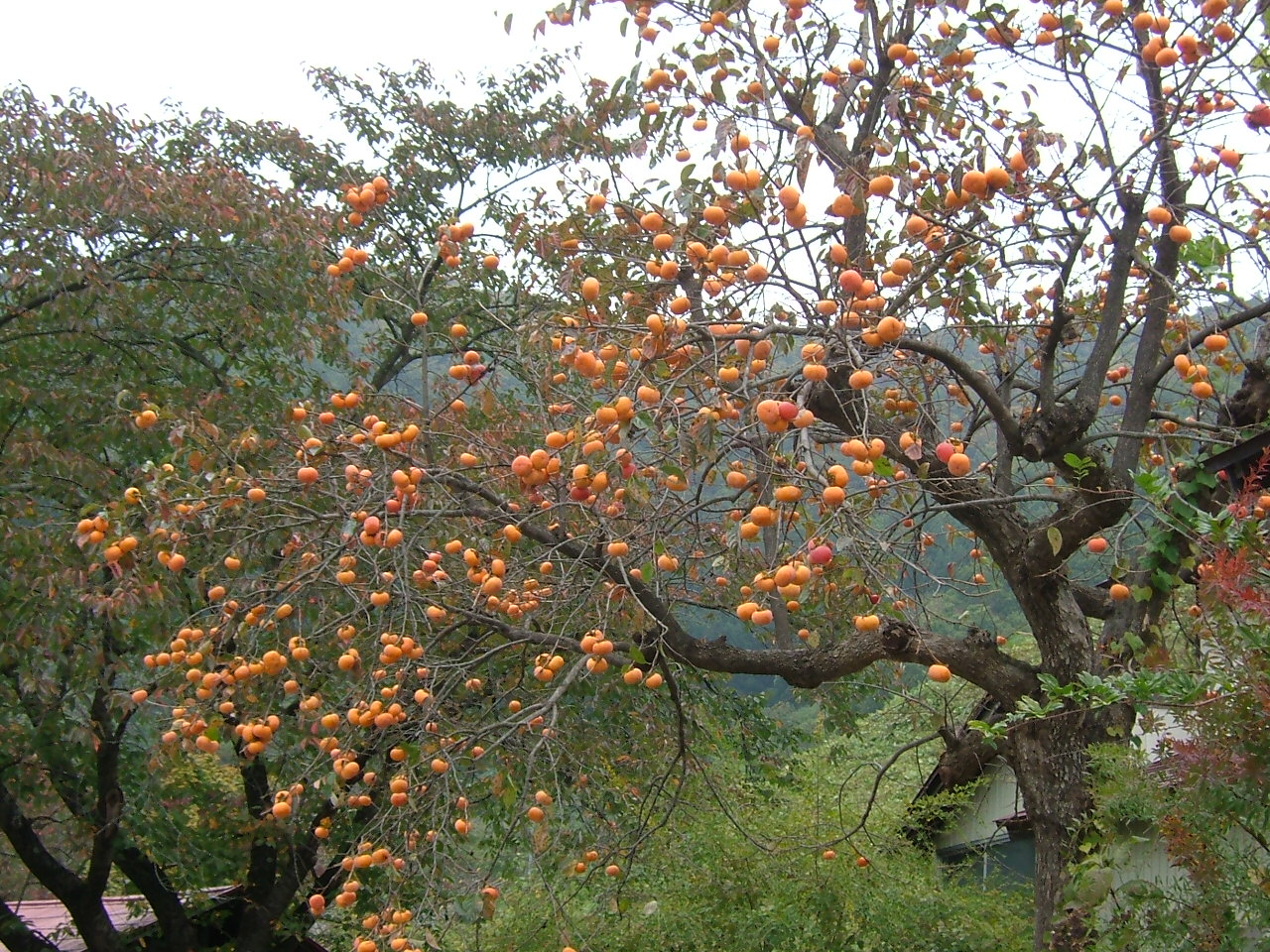
Plaqueminier couvert de fruits à Nakagawa, ville de Nan'yō dans la préfecture de Yamagata.

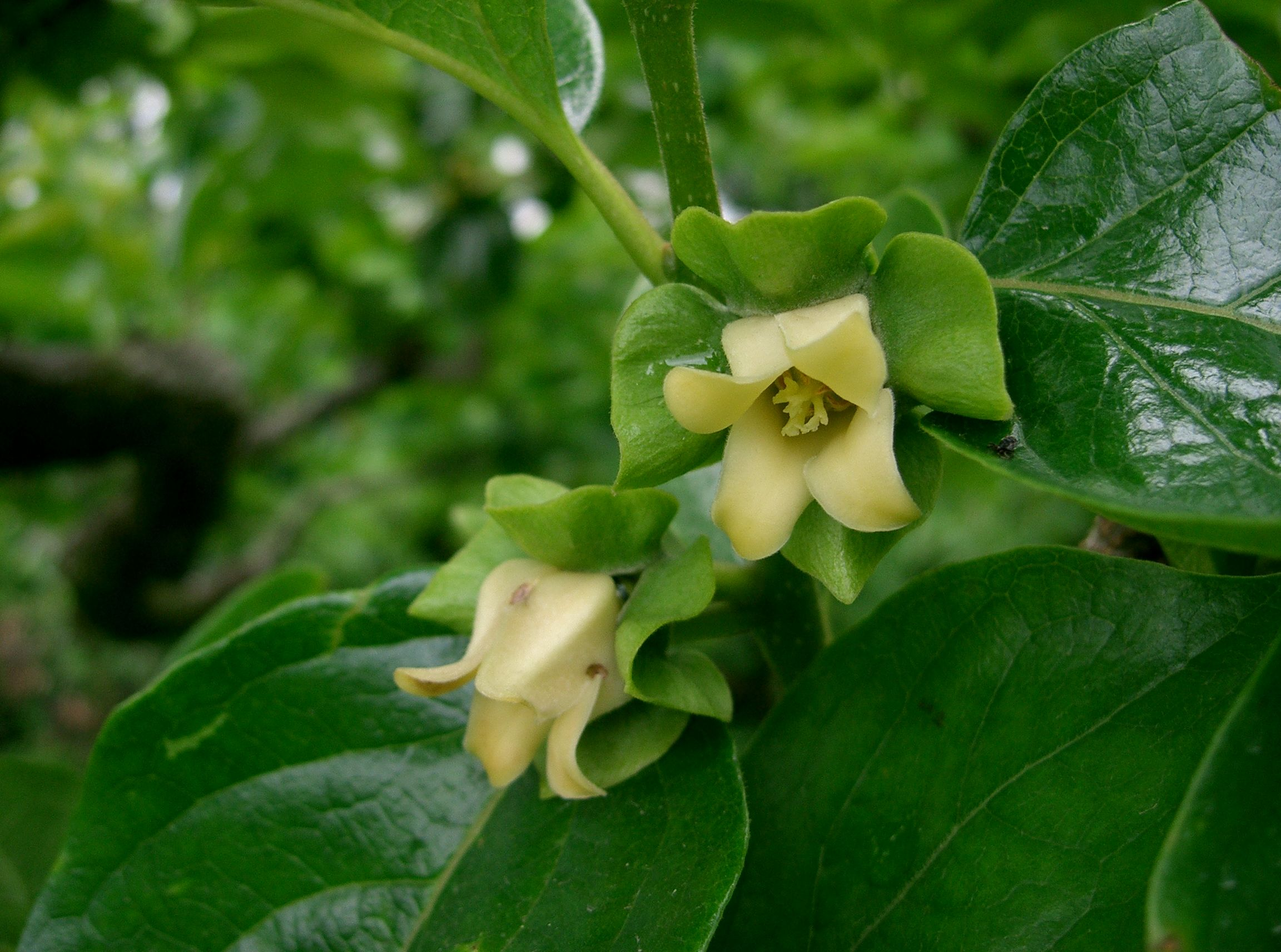
Fleur de plaqueminier.

C'est un arbre pouvant mesurer jusqu'à 12 m de haut.
Les feuilles caduques, entières, elliptiques sont grandes, un peu coriaces, vert foncé, brillantes au-dessus, un peu tomenteuses dessous. Elles virent au rouge à l'automne.
Les fleurs s'épanouissent sur les jeunes pousses de l'année. Elles peuvent être, sur le même arbre, de trois types : hermaphrodites (stamino-pistillées), mâles (staminées) ou femelles (pistillées). La pollinisation est faite par les insectes.
Les individus sont généralement monoïques à fleurs mâles et femelles séparées sur le même arbre, mais il existe aussi des cultivars dioïques. Lorsqu'une fleur femelle n'est pas fécondée, le fruit se développe quand même, mais ne contient pas de pépins. On parle d’espèce parthénocarpe.
Les fruits sont de grosses baies globuleuses déprimées au sommet, rappelant un peu la forme des tomates, de couleur rouge orangé à maturité. Ils portent à leur sommet les restes du calice persistant. La peau est fine. La chair est juteuse, légèrement fibreuse et sucrée à maturité. Avant maturité, elle a dans la plupart des cultivars un goût âpre et astringent dû à la présence de tannins. La peau est revêtue d'une pruine blanchâtre.
L'espèce est soit hexaploïde (2n = 6x = 90), soit nonaploïde  (2n = 9x = 135).

## Variétés
Au Japon, on recense plus de 1 000 cultivars de kaki, et en Chine plus de 2 000.
« Sharon » est le nom commercial du fruit du cultivar « Triumph » dont l'astringence de la pulpe est éliminée chimiquement.
Commercialement, selon leur teneur en tanins on distingue trois types de fruits.
- Ceux dont les fruits ne peuvent être consommés que mous (dits astringent) : « Hongsi », « Hachiya », « Kōshū hyakume », « Fuji », « Tanenashi », « Hiratanenashi », « Tone wase », « Saijō », « Dōjō hachiya », « Gionbō », « Sheng », « Ormond ».
- Ceux dont les fruits peuvent être consommés durs (dits non astringents) : « Fuyu », « Dan gam », « Jirō », « Taishū », « Hanagosho », « Izu », « Sousyū ».
- Les types à chair très foncée parfois même marron chocolat et au goût plus prononcé. Ces fruits nécessitent une pollinisation et peuvent être du premier ou du deuxième type selon les cultivars : « Chocolate », « Coffee cake ».

## Distribution
L'espèce est originaire de Chine. Il croît dans les provinces de l'Anhui, Fujian, Gansu, Guangdong, Guangxi, Guizhou, Hainan, Henan, Hubei, Hunan, Jiangsu, Jiangxi, Shandong, Shanxi, Sichuan, Yunnan, Zhejiang.
Il est largement cultivé en dehors de la Chine, y compris à Taïwan, et en particulier au Japon, où il est naturalisé dans certaines régions.

### Culture
La fertilité du kaki est très élevée. L'éclaircissement des fruits permet de réduire l'alternance. En Californie, des arbres de la variété « Hachiya » donnent jusqu'à 150 kg par pied.
Lors de sa première année de plantation, le plaqueminier demande un arrosage très fréquent (environ un jour sur deux).
Les fruits des variétés de kaki sont presque tous parthénocarpiques. De plus, même si les fruits sont fécondés, les semis donnent de très mauvais porte-greffe.
Le meilleur porte-greffe est le Diospyros lotus et, à un moindre degré, le Diospyros virginiana.

## Utilisation

### Fruit
Le fruit est communément appelé kaki. Sa texture rappelle la datte crue.
Le fruit mûr contient du glucose (jusqu'à 20 %) et est riche en vitamine C, mais aussi en minéraux, fibres et en phénols, ce qui le rend très utile pour prévenir les maladies cardiovasculaires[réf. nécessaire]. Le kaki est un des aliments les plus riches en zéaxanthine, pigment orange trouvé aussi dans le maïs et le jaune d'œuf, et à ce titre probablement intéressant pour prévenir la DMLA. 
Il est consommé nature à l'état frais. Traditionnellement, il convenait qu'il soit très mûr, mou et même un peu blet, mais de nouvelles variétés sont apparues qui sont comestibles à l'état croquant, ce qui facilite le transport et la manutention au prix d'une perte de la saveur. Il peut aussi être séché à l'instar des figues et peut servir à préparer des confitures et des desserts.

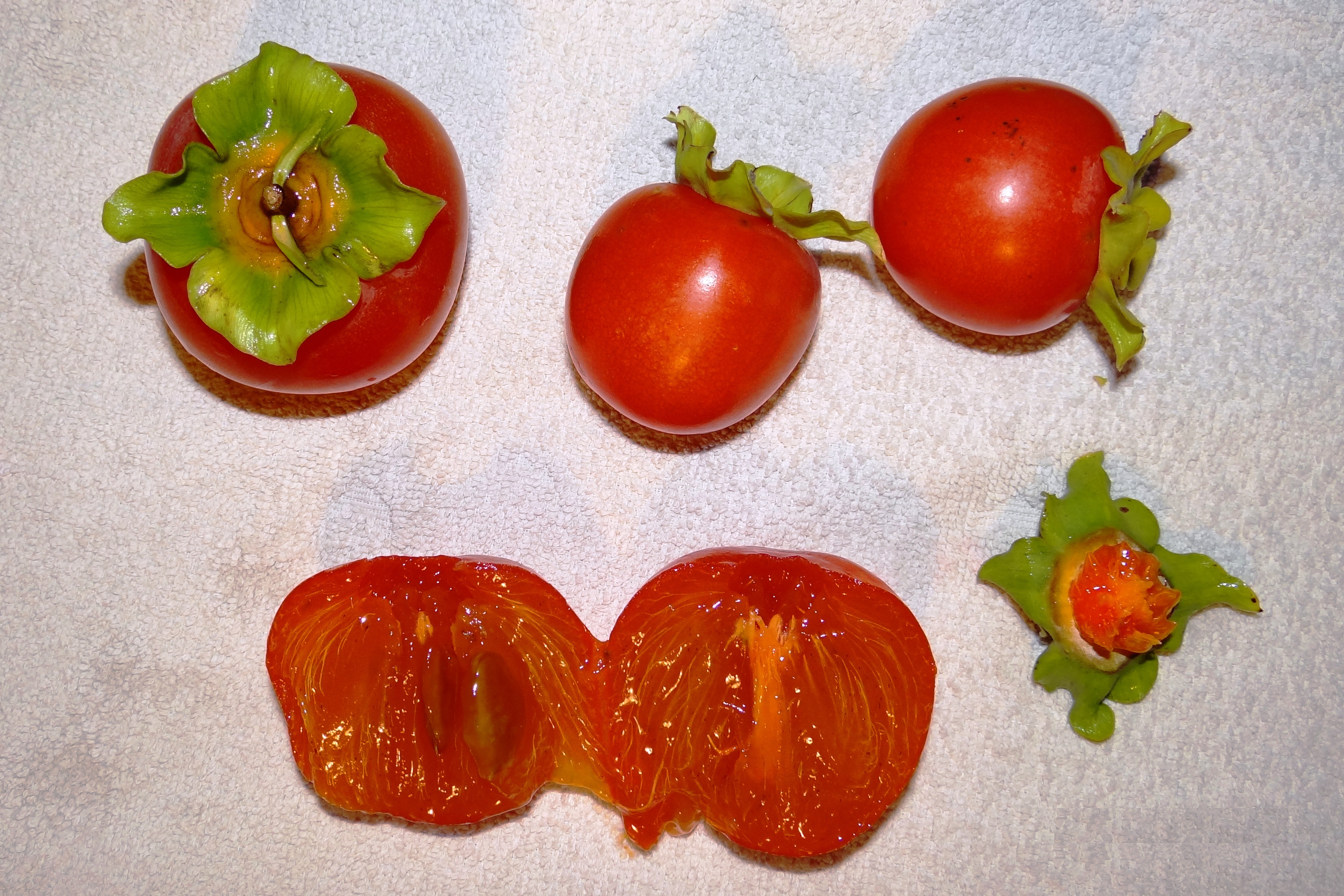
Le fruit du plaqueminier : kaki vu de haut, de face et de l'intérieur.
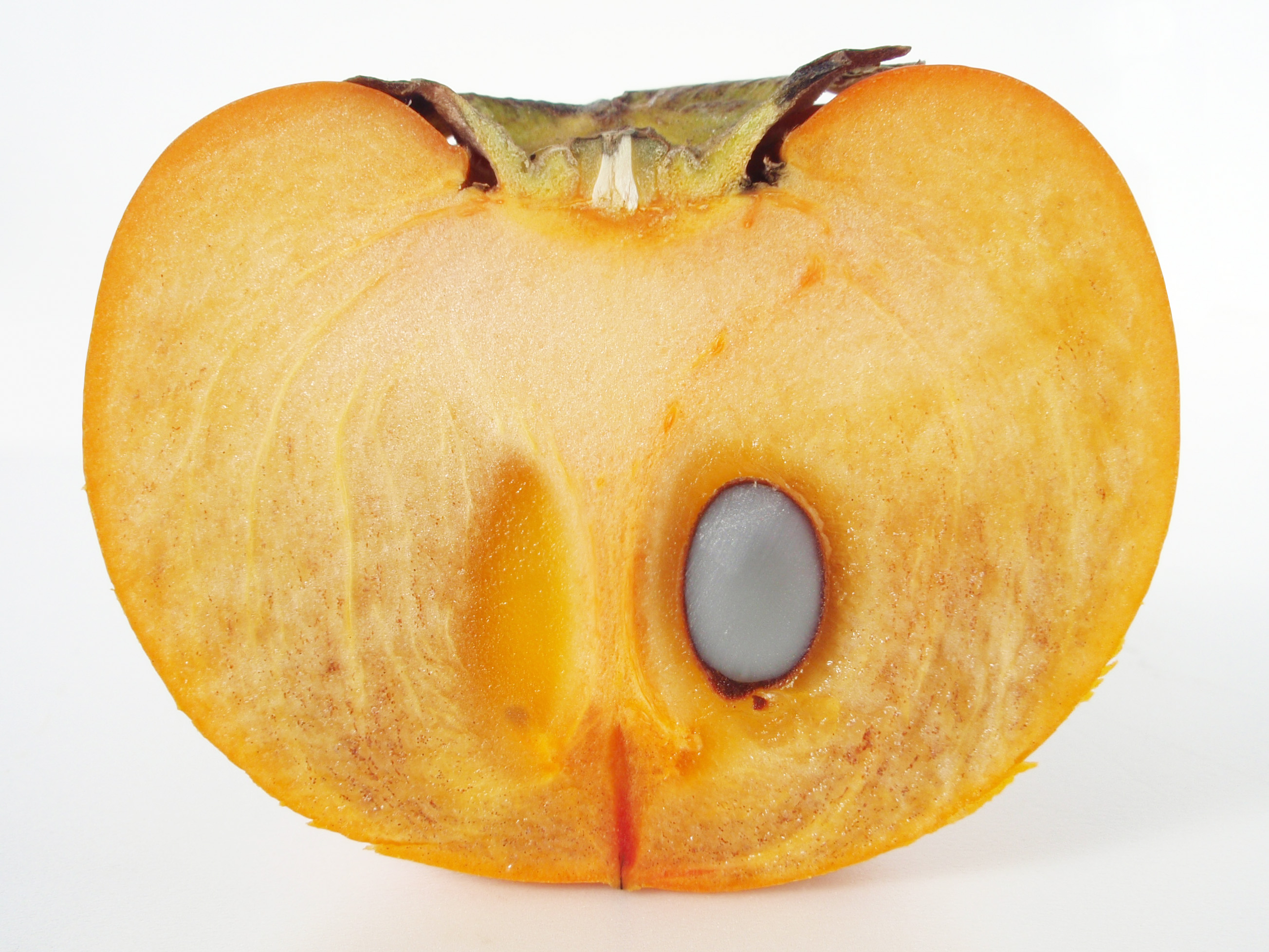
Le kaki est un fruit charnu contenant des pépins. Il s'agit d'une baie.
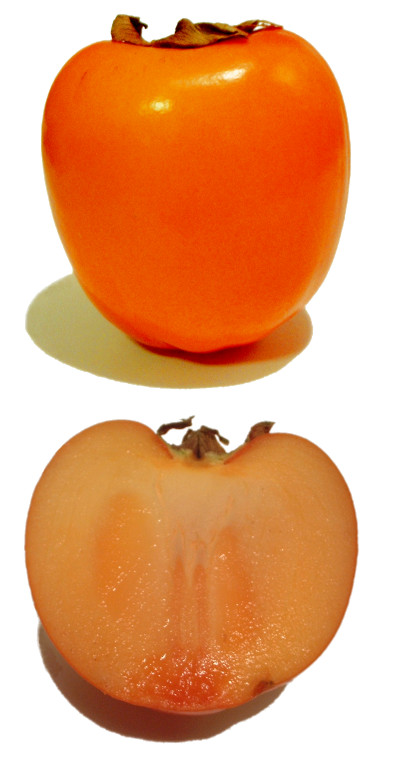
Le fruit issu d'un plant femelle non fécondé n'a pas de pépin.
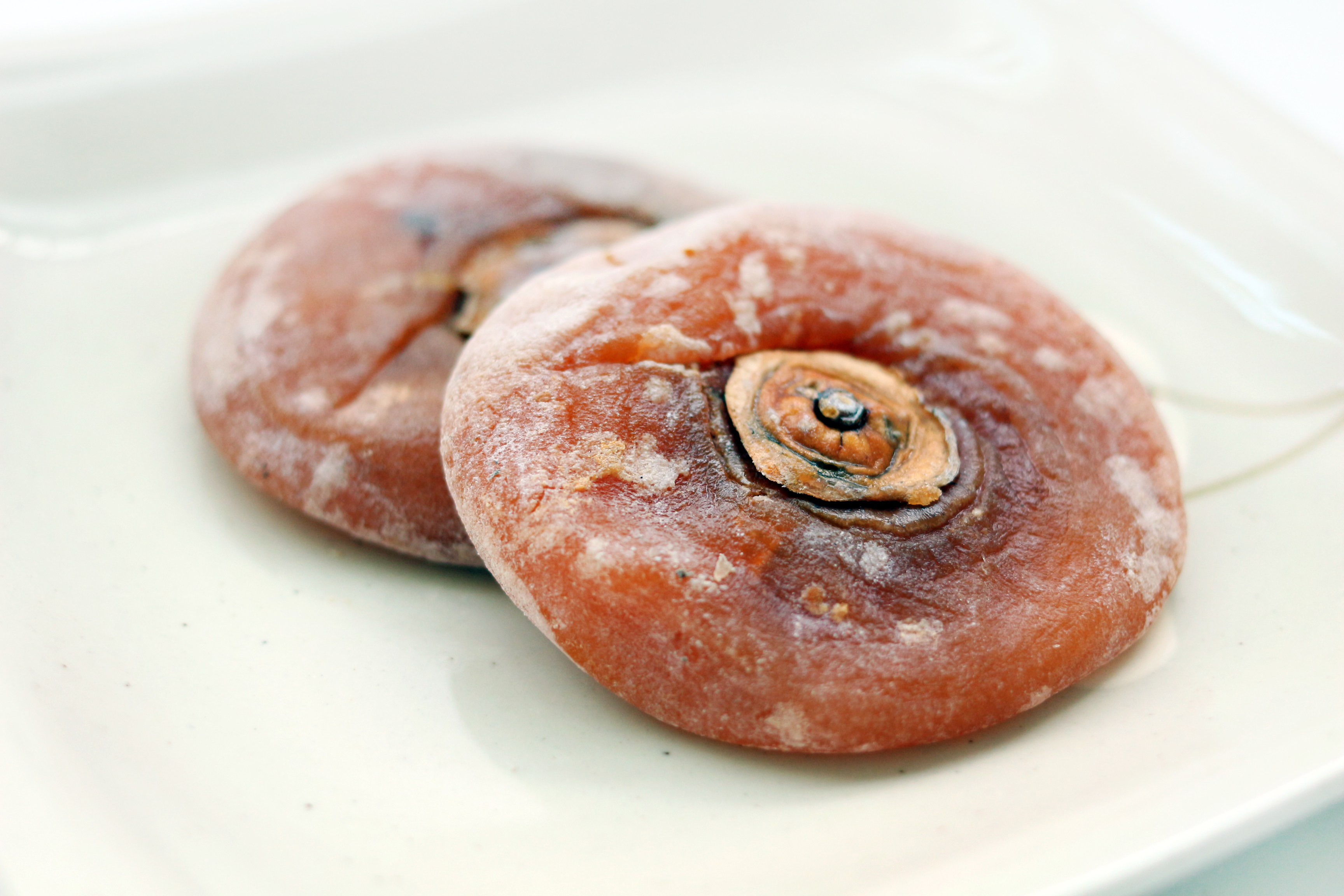
Kaki séché.

### Feuille
La feuille séchée est utilisée en tisane : le thé de feuille de plaqueminier.

### Bois
Le bois du kaki est très dur et rappelle celui de l'ébène, qui appartient au même genre botanique. Aux États-Unis, il sert notamment à la fabrication des têtes de club de golf (woods), des queues de billard et des arcs.[réf. nécessaire] Il est également utilisé pour la fabrication de panneaux de meubles en Chine, en Corée et au Japon.

### Pharmacopée
la plante est appelé Drago Manpa en tibétain : འབྲ་གོ་དམན་པ, Wylie : 'bra go dman pa. Son fuit est utilisée dans la médecine tibétaine traditionnelle.

## Espèces voisines
- Ébène, Diospyros ebenum.
- Diospyros embryopteris, originaire de Chine, cultivée également en Inde et Thaïlande, Malaisie et Indonésie, pour faire des teintures[16]
- Diospyros hainanenses, sur l’île de Hainan, où elle est consommée par les Li et dans la province du Guangdong, en Chine[16]
- Plaqueminier lotier ou faux lotier, Diospyros lotus.
- Plaqueminier de Virginie, Diospyros virginiana.